# III. Jarimlím
III. Jarimlím (ja-ri-im-li-im, Jarīm-Līm, Jarimlim, Yarimlim, Yarím-Lim) a Halap-központú Jamhad királya volt i. e. 1650 körül (középső kronológia, rövid kronológia szerint 1530 előtt) után. Ismeretlen kapcsolatban állt elődjével, Irkabtummal, legvalószínűbb, hogy az öccse volt. Másik lehetőség szerint mindketten II. Jarimlím unokái, tehát unokatestvérek.
Egyidőben élt az Alahtumban székelő Ammitakum mukisi királlyal (aki valószínűleg a nagybátyja), valamint a Halapot megostromló, és az ostrom közben halálos sebet szerző I. Hattuszilisszel. III. Jarimlím uralkodásának ideje Jamhad visszaszorulásának és hanyatlásának ideje, amit egyszerre okozott a hurriták és hettiták megjelenése. Közvetlen bizonyíték nincs ugyan a hurrik jamhadbeli akcióiról, azonban nem sokkal később, I. Suttarna idején már Ugaritot is hódoltatták, és ilyen mértékű hódításokra alkalmas birodalom létrejötte ritkán történik egyik napról a másikra. A hettiták viszont egészen biztosan vezettek észak-szíriai portyákat. A gyengülés egyik közvetlen bizonyítéka Mukis önálló királyságának kialakulása. Ezt szintén a hettiták szíriai expedíciói tették lehetővé, akik elszakították a területet Jamhadtól, de végül nem szállták meg tartósan.
Utódja II. Hammurapi, akinek rokoni kapcsolata szintén ismeretlen Jarimlímmel. A KUB XXXI. dokumentum alapján talán Jarimlím fia. Ugyanakkor elképzelhető, hogy Ammitakum fia volt.